# كنيسة كلية الملك (كامبريدج)

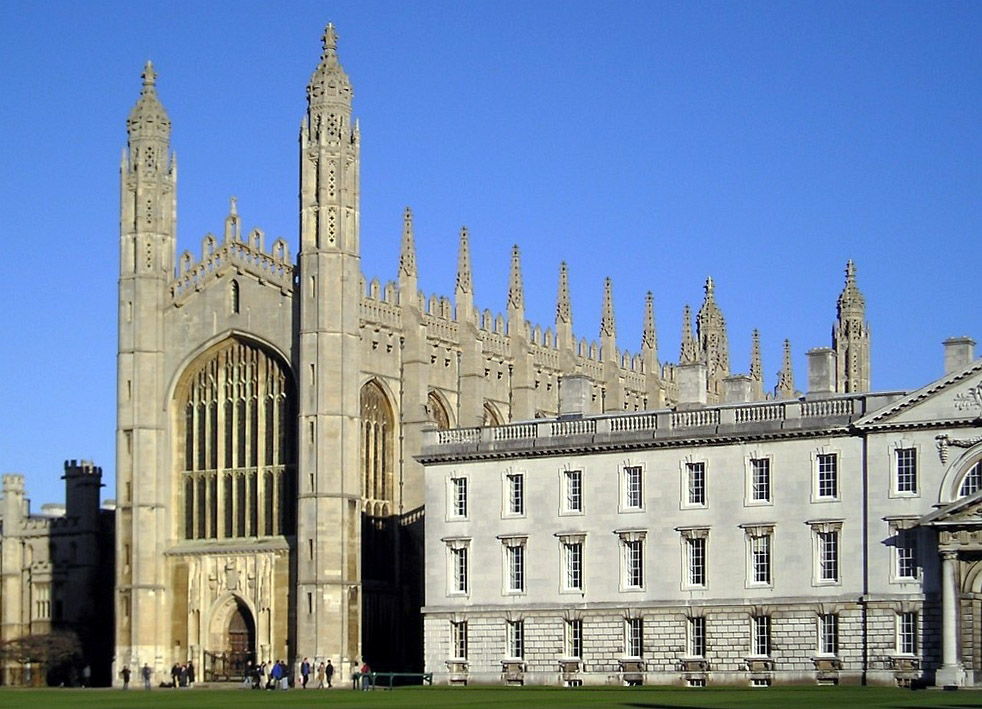
كنيسة كلية الملك في كامبريدج (يسار).

كنيسة كلية الملك هي كنيسة ملحقة بكلية الملك في جامعة كامبريدج، وهي أحد أروع الأمثلة التي تظهر العمارة القوطية الإنجليزية المتأخرة، وبها أكبر عقد مروحي في العالم. بنيت الكنيسة على مراحل، بناها سلسلة من ملوك إنجلترا من عام 1446 حتى 1515، وهي الفترة التي حدثت فيها حرب الوردتين.